# Landsknecht (Kartenspiel)

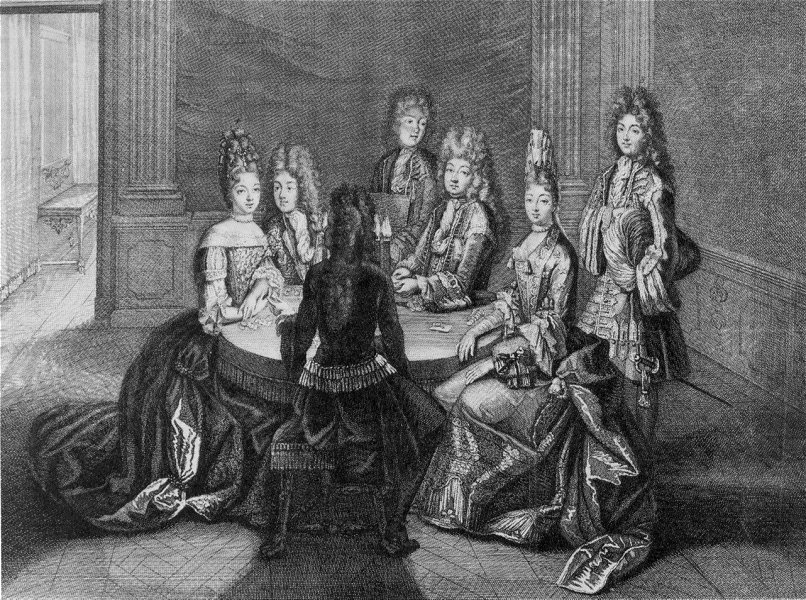
Der Grand Dauphin Louis spielt Lansquenet in Versailles (1694)

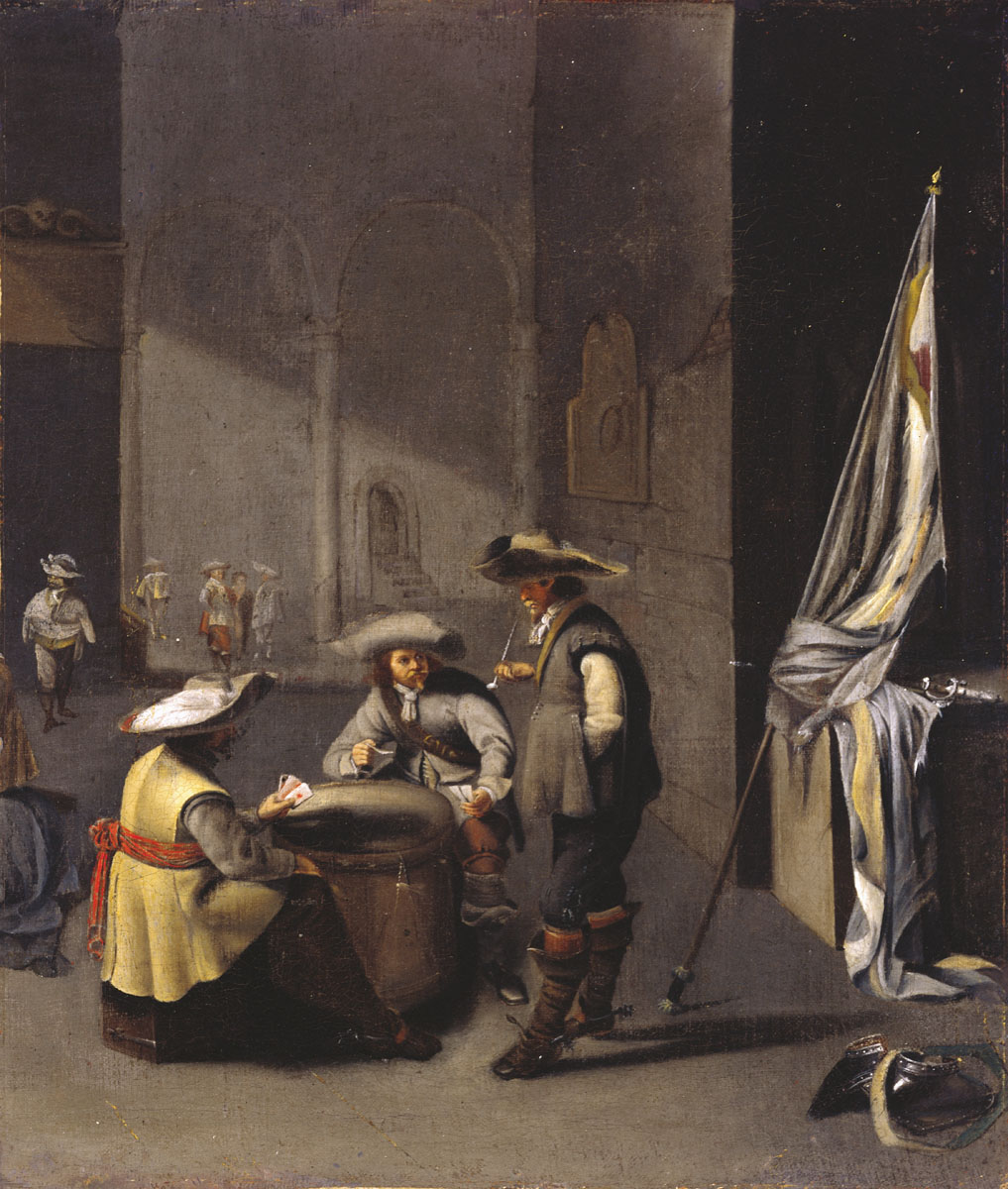
Jacob Duck: Wachstube mit Soldaten beim Kartenspiel, 17. Jahrhundert

Landsknecht oder fr. korrumpiert Lansquenet ist ein Karten-Glücksspiel, das zur Zeit des Dreißigjährigen Krieges (1618–48) entstand. Der Name leitet sich von den Landsknechten ab, unter denen das Glücksspiel sehr verbreitet war. Landsknecht ist wohl als Vorläufer des Pharo anzusehen.

## Das Spiel
Zu Beginn eines Spiels legt der Bankier seinen Einsatz in die Bank; sodann setzen die Pointeure, wobei die Summe ihrer Einsätze den in der Bank befindlichen Betrag nicht übersteigen darf. Danach mischt der Bankhalter die Karten, lässt abheben und legt die oberste Karte des Pakets nach links und die nächste Karte nach rechts.
Fallen links und rechts zwei dem Range nach gleiche Karten, z. B. zwei Buben, so nennt man das Plié und der Bankhalter gewinnt alle Einsätze.
Sind die beiden ersten Karten von verschiedenem Rang, so zieht der Bankier eine dritte und eventuell noch weitere Karten und legt diese so lange in die Mitte, bis eine Karte gezogen wird, die entweder mit der Karte zur Linken oder mit der Karte zur Rechten im Rang übereinstimmt: Im ersteren Fall gewinnt der Bankier, im letzteren gewinnen die Pointeure.
Quelle: Meyers Konversationslexikon von 1908
Anmerkung: Die Farben der Karten spielen beim Landsknecht keine Rolle.

## Bankvorteil
Der Vorteil des Bankhalters ist – auch wenn er nicht betrügt, was zur Zeit der Landsknechte wohl eher die Ausnahme als die Regel gewesen sein dürfte – beträchtlich: Wird ein Spiel mit 52 Blatt benutzt, beträgt der Bankvorteil 5,9 %, beim Spiel mit 32 Blatt sogar 9,7 % (siehe Häufeln).